# Grenze zwischen Benin und Burkina Faso

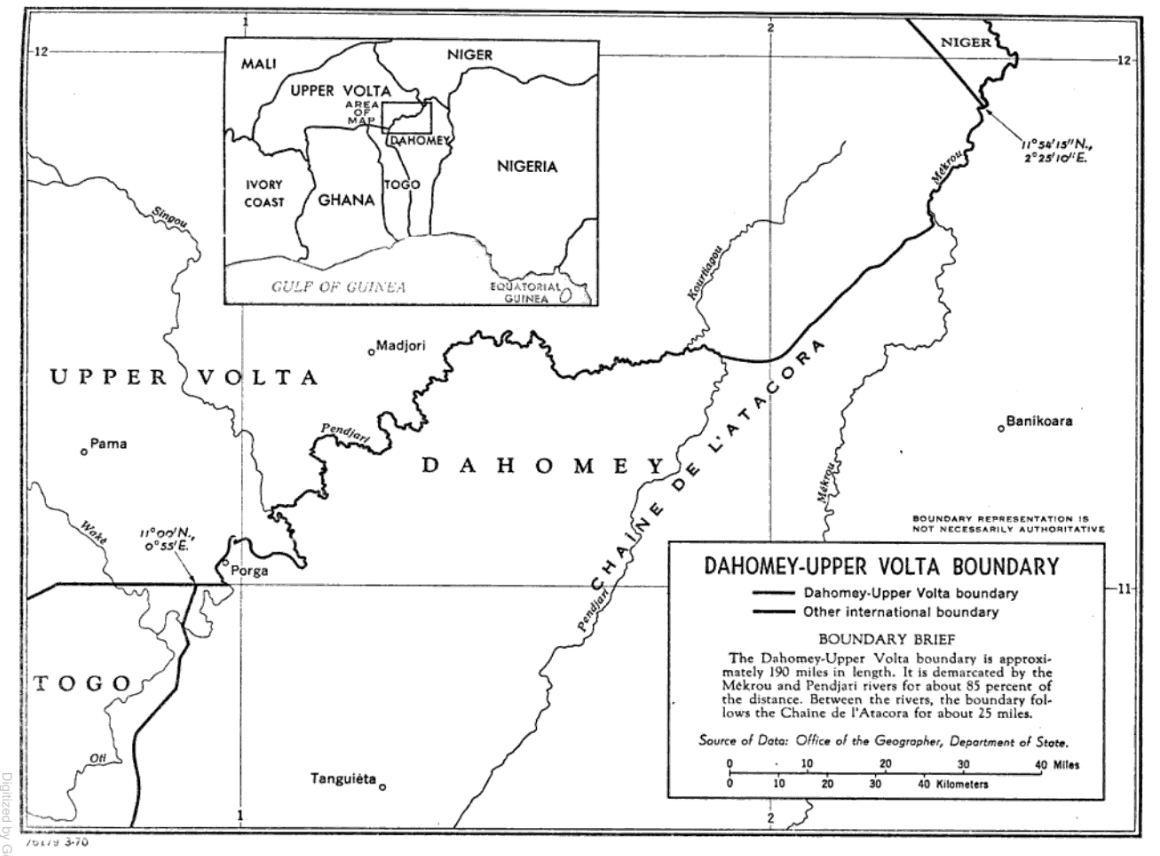
Karte des Grenzverlaufs (Benin noch als Dahomey, Burkina Faso noch als Upper Volta)

Die Grenze zwischen Benin und Burkina Faso trennt als internationale Landgrenze diese beiden Staaten. Die Länge der Landgrenze wird mit 285 km oder mit 386 km angegeben (nach der CIA-Karte „approximately 190 miles“). Sie verläuft vom Dreiländereck mit Togo zum Dreiländereck mit Niger.

## Geschichte
Frankreich schloss 1851 einen Freundschaftsvertrag mit dem afrikanischen Königreich Dahomey; 1863 schuf es das Protektorat von Porto-Novo. Am 10. September 1885 schloss Portugal im Hinterland von São João Baptista d’Ajudá einen Vertrag mit dem Königreich Dahomey, durch den es Anfang 1886 das Protektorat über die gesamte Küste von Dahomey übernahm. 1892 fiel Dahomey jedoch an Frankreich. Französische Truppen, größtenteils afrikanischen Ursprungs, eroberten Dahomey zwischen 1892 und 1894 endgültig und das Land wurde zur Kolonie Dahomey, die 1899 Teil von Französisch-Westafrika (AOF) wurde. Die portugiesische Herrschaft über das kleine (4,5 ha) Gebiet von São João Baptista d’Ajudá (heute Teil der Stadt Ouidah) dauerte bis zur gewaltsamen Besetzung im Jahr 1961 (ein Jahr nach der Unabhängigkeit Dahomeys), die 1975 von Portugal anerkannt wurde.
Die Grenze innerhalb des damaligen Französisch-Westafrika zwischen Dahomey und Obervolta, den heutigen Republiken Benin und Burkina Faso, wurde durch ein Dekret vom 22. Juli 1914 entlang dem Fluss Pendjari (Oti) festgelegt, jedoch teilte die Kolonialverwaltung 1938 Koalou der damaligen Kolonie Dahomey zu. Die beiden Kolonien erlangten im August 1990 ihre Unabhängigkeit und die bisherige Verwaltungsgrenze wurde zur internationalen Grenze. Strittig blieb das 68 km² große Gebiet von Koalou/Kourou, das seit 2009 vom paritätisch besetzten Comité mixte de gestion concertée de la zone de Kourou/Koalou (COMGEC-K) verwaltet wird.
Dahomey nahm 1975 die Bezeichnung Volksrepublik Benin und 1990 Republik Benin an, Obervolta 1984 die Bezeichnung Burkina Faso.

## Grenzverlauf

Karte der Nationalparke

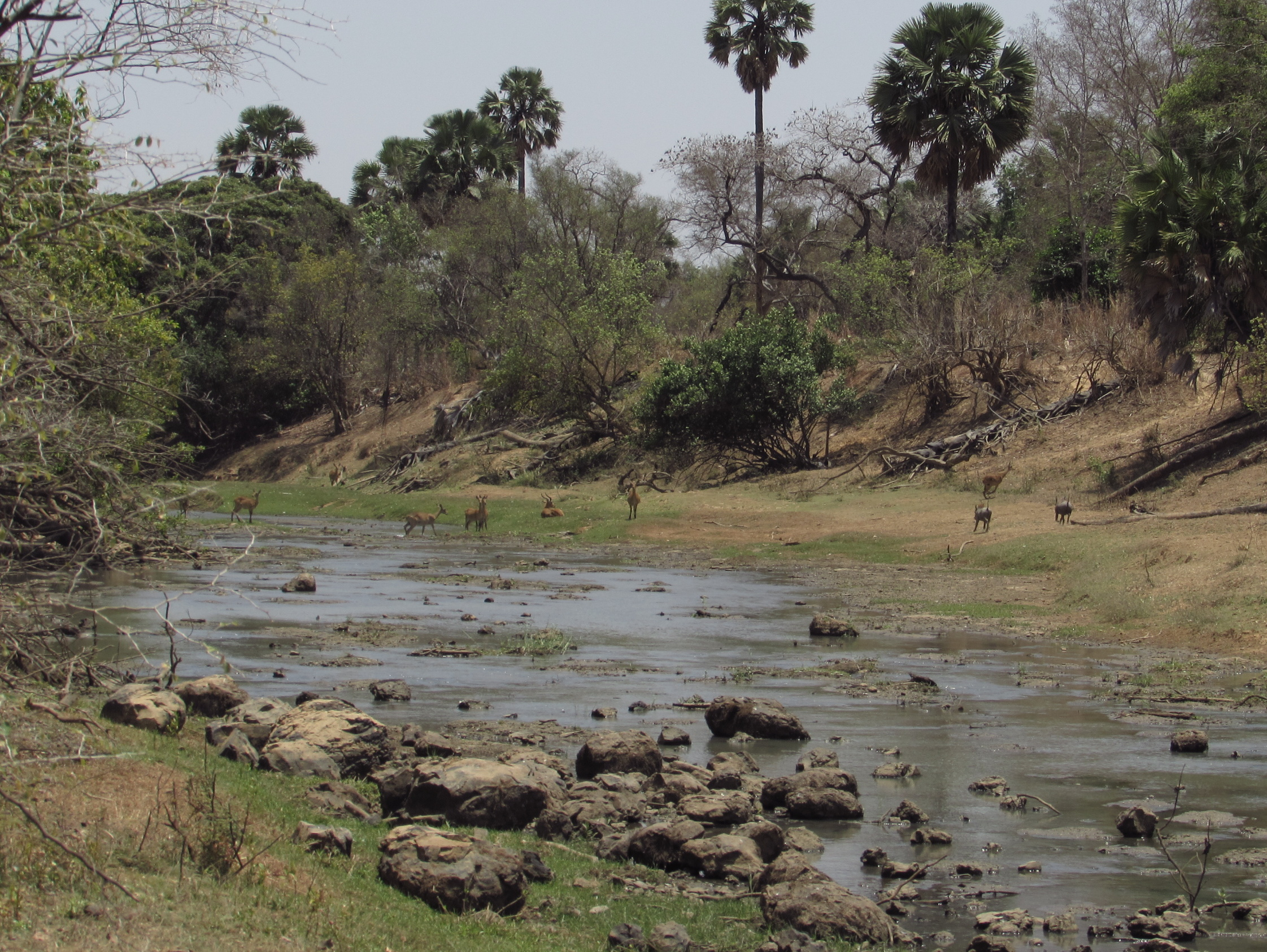
Der Grenzfluss Pendjari in der Trockenzeit, Benin links, Burkina Faso rechts

Vom Dreiländereck mit Togo (11°0'0"N, 0°54'36"E) folgt die Grenze in nordöstlicher Richtung dem Pendjari, den sie am Ostrand des Pendjari-Nationalparks verlässt und in generell östlicher Richtung zum Fluss Mékrou und in den transnationalen Nationalpark W führt. Dem Mékrou folgt sie bis zum Dreiländereck mit Niger (11°54'0"N, 2°24'36"E).

## Orte in Grenznähe

### Benin
- Porga

### Burkina Faso
- Momba
- Tanli
- Tanbarga
- Madjori